# 마리우폴에서의 20일
마리우폴에서의 20일(우크라이나어: 20 днів у Маріуполі)은 므스티슬라우 체르노우가 감독한 우크라이나의 2023년 다큐멘터리 영화이다.
이 영화는 2023년 선댄스 영화제에서 세계 초연되었으며, 선댄스 월드 시네마 다큐멘터리 대회에서 우승했다. 제96회 아카데미 시상식에서 아카데미 최우수 국제장편영화상 우크라이나 출품작으로 선정되었으나 대신 최우수 다큐멘터리 장편영화 부문에 노미네이트되어 수상에 이르렀다. 이 영화는 또한 두 개의 BAFTA 후보에 올랐고 그 중 하나를 수상했으며 미국 감독 조합상과 우크라이나 국립 영화 아카데미상도 수상했다.
이 영화는 비평가들의 호평을 받았으며 전미 비평가 위원회에서 선정한 2023년 최고의 다큐멘터리 영화 5개 중 하나로 선정되었다. 이 영화는 제78차 유엔 총회 개막식에도 상영됐다.